# Стрелецкая Слобода (Мордовия)
Стрелецкая Слобода — село, центр сельской администрации в Рузаевском районе. Население 415 чел. (2001), в основном русские.
Расположено на р. Левже, в 25 км от районного центра и железнодорожной станции Рузаевка. Возникла в 1647. Название-термин: слобода — тип поселения в России 14 —15 вв. около города-крепости; определение указывает на то, что в селе жили стрельцы, служившие на Саранско-Шишкеевско-Инсарской засечной черте. В «Списке населённых мест Российской империи» (1864) Стрелецкая Слобода (Лемжа) — село казённое из 167 дворов (963 чел.); имелась Никольская церковь (1862). В 1913 г. в Стрелецкой Слободе было 317 дворов (1 851 чел.); церковно-приходская школа, пожарная машина, 2 лавки. В 1931 г. — 396 дворов (2 037 чел.). Созданы колхозы «Искра» и «Победа», с 1960 г. — в составе совхоза «Шишкеевский», с 1962 г. — откормочного совхоза «Рузаевский», с 1993 г. — ТОО «Стрелецкое», с 1999 г. — СХПК «Стрелецкий», с 2002 г. — ОАО, с 2003 г. — МУСП «Колос». В современном селе — средняя школа, 2 библиотеки, Дом культуры, медпункт, отделение связи, сберкасса, краеведческий музей; обелиск воинам, погибшим в годы Великой Отечественной войны; Казанская церковь (1900). Стрелецкая Слобода — родина первого в районе кавалера ордена Октябрьской Революции И. Ф. Барабанщикова. В Стрелецко-Слободскую сельскую администрацию входит с. Огарёво (118 чел.; родина Героя России С. И. Вандышева, литературоведа П. А. Николаева).

## Источник
- Энциклопедия Мордовия, А. Н. Келина.